# Última Ceia

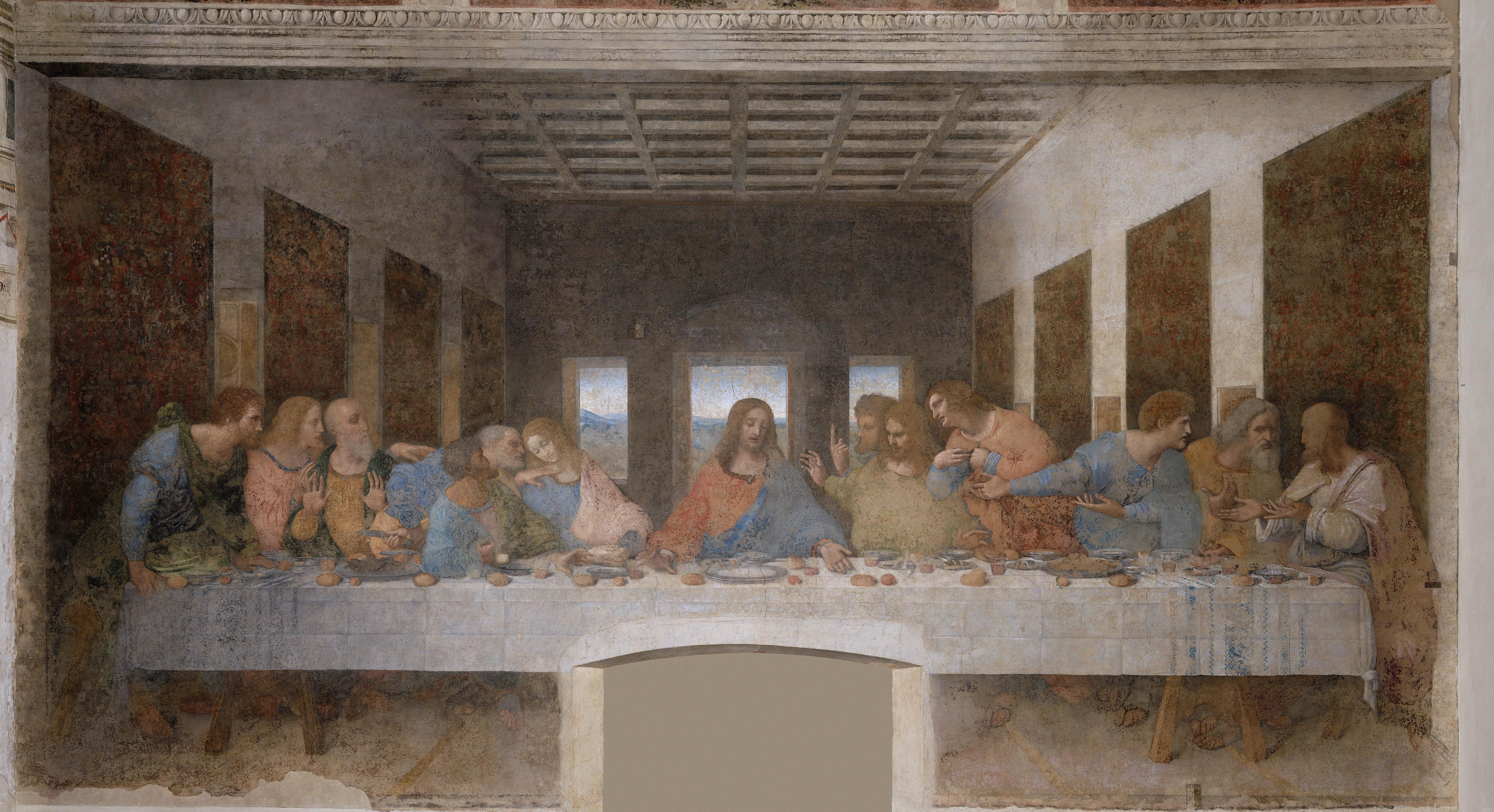
Afresco de A Última Ceia, provavelmente a representação mais conhecida da Última Ceia.
1498. Por Leonardo da Vinci, no Convento de Santa Maria delle Grazie, em Milão.

A Última Ceia foi a última refeição que, de acordo com os cristãos, Jesus dividiu com seus apóstolos em Jerusalém antes de sua crucificação. Ela é a base escritural para a instituição da Eucaristia, também conhecida como "Comunhão". A Última Ceia foi relatada pelos quatro evangelhos canônicos em Mateus 26:17–30, Marcos 14:12–26, Lucas 22:7–39 e João 13:1 até João 17:26. Além disso, ela aparece também em I Coríntios 11:23–26. O evento é comemorado na chamada Quinta-feira Santa.
Na Primeira Epístola aos Coríntios está a primeira menção conhecida à Última Ceia. Os quatro evangelhos canônicos afirmam que a Última Ceia ocorreu perto do final da Semana Santa, após a entrada triunfal de Jesus em Jerusalém, e que Jesus e seus discípulos dividiram uma refeição antes que ele fosse crucificado no final da semana. Durante a ceia, Jesus previu sua traição por um dos discípulos ali presente e antecipa que, antes do amanhecer do dia seguinte, o apóstolo Pedro iria negar conhecer Jesus.
Os três evangelhos sinóticos e a Primeira Epístola aos Coríntios incluem um relato da instituição da Eucaristia, na qual Jesus reparte o pão entre os discípulos dizendo: "Este é o meu corpo". O Evangelho de João não inclui esta parte, mas afirma que Jesus lavou os pés dos discípulos, dando-lhes um novo mandamento: "Ame os outros como eu vos amei" e reproduz um detalhado discurso de adeus feito por Jesus, chamando os apóstolos que seguiam seus ensinamentos de "amigos e não servos".
Alguns acadêmicos veem na Última Ceia a fonte das primeiras tradições cristãs sobre a Eucaristia. Outros entendem que o relato é que deriva de uma prática eucarística já existente no século I e descrito por Paulo.

## Nome e utilização
O termo "Última Ceia" não aparece no Novo Testamento. Porém, tradicionalmente, muitos cristãos se referem ao episódio da última refeição de Jesus desta forma. É provável que o evento seja o relato de uma última refeição de Jesus junto aos seus primeiros seguidores e tornou-se um ritual de lembrança.
Os anglicanos e os presbiterianos utilizam o termo "Ceia do Senhor", defendendo que o termo "última" sugere que esta foi uma entre muitas ceias e não "a" ceia. A Igreja Ortodoxa utiliza ainda o termo "Ceia Mística", que se refere tanto ao episódio quanto à celebração eucarística dentro da liturgia.

## Narrativa bíblica

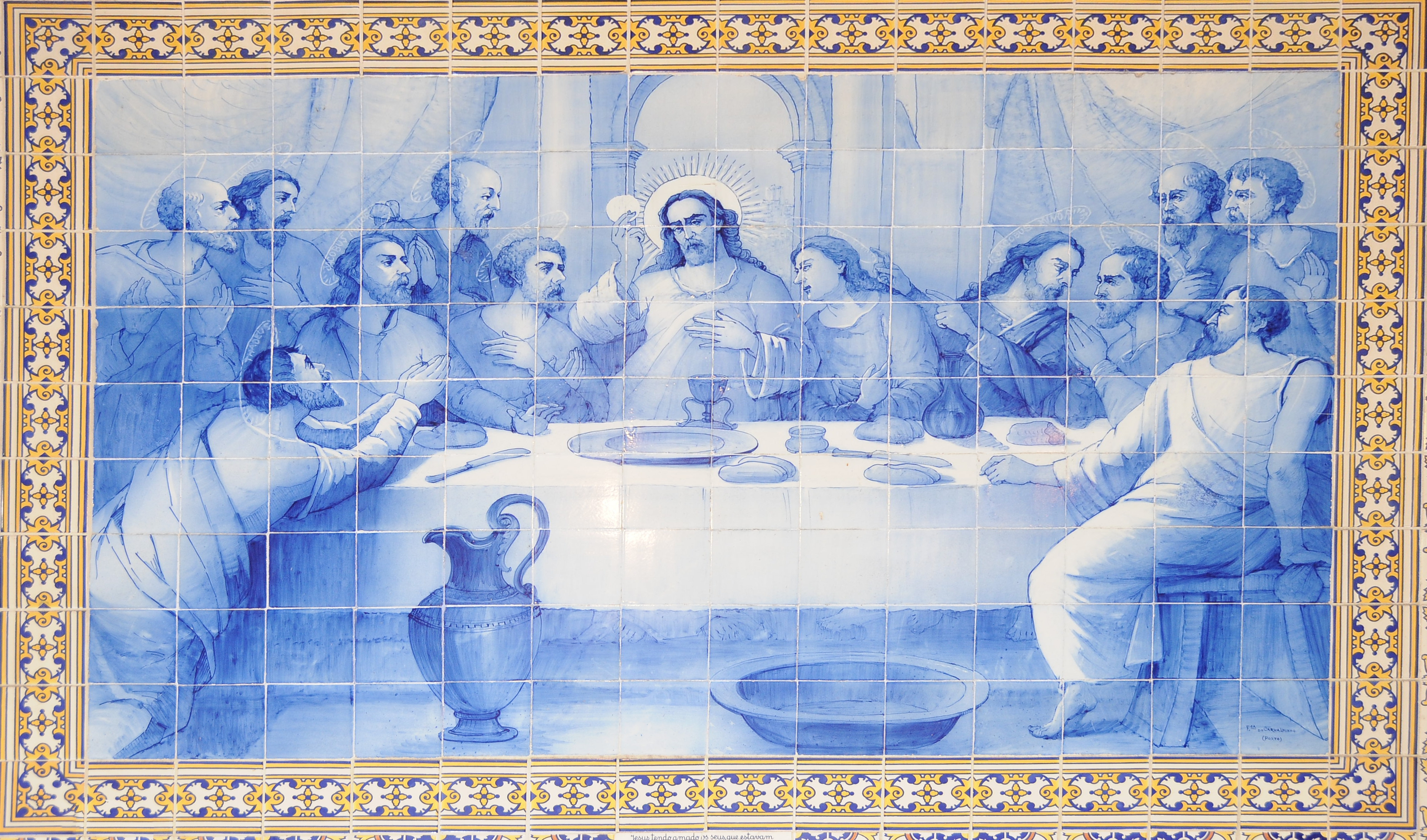
Última Ceia.
Azulejos na igreja de São Mamede de Este, em Braga.

A Última Ceia foi relatada pelos quatro evangelhos canônicos em Mateus 26:17–30, Marcos 14:12–26, Lucas 22:7–39 e João 13:1 até João 17:26.
A Primeira Epístola aos Coríntios (I Coríntios 11:23–26), que possivelmente foi escrita antes dos evangelhos, inclui uma referência ao episódio, mas enfatiza sua base teológica sem fazer um relato detalhado do evento e seu contexto.

### Contexto e localização
A narrativa geral dos eventos que levaram à Última Ceia, compartilhada pelos quatro evangelhos, é de que após a entrada triunfal de Jesus em Jerusalém no início da semana (tradicionalmente no "Domingo de Ramos") e o encontro, diversas pessoas e os anciãos judeus, Jesus e seus discípulos dividiram uma refeição mais para o final da semana. Depois dela, Jesus é traído, preso, julgado e crucificado.
Os eventos chave desta refeição são a preparação dos discípulos para a partida de Jesus, as previsões sobre a iminente traição e sobre a negação de Pedro e a instituição da Eucaristia.

### Previsão sobre a traição de Judas
Em Mateus 26:24–25, Marcos 14:18–21, Lucas 22:21–23 e João 13:21–30, durante a ceia, Jesus prevê que um dos doze apóstolos irá traí-lo. Após os discípulos negarem que isso pudesse acontecer, Jesus reitera a traição e afirma que será um dos presentes a fazê-lo, dizendo «Mas ai daquele por quem o Filho do homem é traído! Melhor fora para esse homem se não houvesse nascido.» (Marcos 14:20–21). Em Mateus 26:23–25 e João 13:26–27, Judas Iscariotes é especificamente apontado como o traidor. Em João, quando perguntado sobre quem seria o traidor, Jesus diz: «É aquele a quem eu der o pedaço de pão molhado. Tendo, pois, molhado o pedaço de pão, deu-o a Judas, filho de Simão Iscariotes.» (João 13:26)

### Instituição da Eucaristia
A Eucaristia, "que já era celebrada pelas primeiras comunidades cristãs em Jerusalém e por São Paulo em sua visita a Troas", foi instituída por Jesus (Atos 20:7). A instituição é relatada pelos evangelhos sinóticos e na epístola de Paulo aos coríntios. As palavras utilizadas tem pequenas diferenças entre os três relatos, refletindo duas tradições, uma baseada em Marcos (que foi a base de Mateus, juntamente com a chamada fonte Q) e uma paulina (base de Lucas). Além disso, Lucas 22:19–20 é um texto disputado por alguns, que não aparece nos primeiros manuscritos de Lucas. Alguns acadêmicos acreditam que seja uma interpolação posterior, enquanto que outros argumentam que é o texto original.
Uma comparação entre os relatos evangélicos e I Coríntios está na tabela abaixo, com o texto da Tradução Brasileira da Bíblia. O trecho disputado de Lucas está em verde.
| Marcos 14:22–24      | Estando eles comendo, tomou Jesus o pão e, tendo dado graças, partiu-o e deu-lhes, dizendo: Tomai; este é o meu corpo.                                                                                                   | Tomando o cálice, rendeu graças, e deu-lho; e todos beberam dele. Disse-lhes: Este é o meu sangue, o sangue da aliança, que é derramado por muitos.                         |
| Mateus 26:26–28      | Estando eles comendo, tomou Jesus o pão e, tendo dado graças, partiu-o e deu aos discípulos, dizendo: Tomai e comei; este é o meu corpo.                                                                                 | Tomando o cálice, rendeu graças e deu-lho, dizendo: Bebei dele todos; porque este é o meu sangue, o sangue da aliança, que é derramado por muitos para remissão de pecados. |
| I Coríntios 11:23–25 | Pois eu recebi do Senhor, o que também vos entreguei, que o Senhor Jesus na noite em que foi traído, tomou pão e, havendo dado graças, o partiu e disse: Este é o meu corpo que é por vós; fazei isto em memória de mim. | Do mesmo modo tomou o cálice, depois de haver ceado, dizendo: Este cálice é a nova aliança no meu sangue; fazei isto todas as vezes que o beberdes em memória de mim.       |
| Lucas 22:19–20       | Tomando o pão e tendo dado graças, partiu-o e deu aos discípulos, dizendo: Este é o meu corpo que é dado por vós; fazei isto em memória de mim.                                                                          | Depois da ceia tomou do mesmo modo o cálice, dizendo: Este cálice é a nova aliança em meu sangue, que é derramado por vós.                                                  |

As ações de Jesus repartindo o pão e o vinho foram ligadas a Isaías 53:12, que faz referência a um sacrifício de sangue que, como relatado em Êxodo 24:8, Moisés ofereceu para selar a aliança com Deus: acadêmicos geralmente interpretam o episódio como Jesus pedindo aos discípulos que se considerem parte de um sacrifício que Jesus irá se submeter fisicamente.
Apesar de o Evangelho de João não incluir um relato do ritual do pão e do vinho durante a Última Ceia, a maior parte dos acadêmicos concorda que João 6:58–59 (o discurso do Pão da Vida) tem uma natureza eucarística e ecoa as "palavras da instituição [da Eucaristia]" utilizadas nos evangelhos sinóticos e nos escritos de Paulo sobre o episódio.

### Previsão da negação de Pedro
Em Mateus 26:33–35, Marcos 14:29–31, Lucas 22:33–34 e João 13:36–38, Jesus prevê que Pedro irá negar conhecê-lo, afirmando também que ele o fará por três vezes antes do galo cantar no amanhecer do dia seguinte. Os três evangelhos sinóticos mencionam que, após a prisão de Jesus, Pedro negou conhecê-lo três vezes e que, após a terceira, ele ouviu o galo cantar e se lembrou da profecia quando Jesus se voltou para fitá-lo. Pedro então começou a chorar amargamente.

### Eventos relatados somente em João
Em João, Jesus também aparece realizando a sua ceia com os discípulos, mas no dia 14 de Nisan — dia do sacrifício do cordeiro da Páscoa — e não em 15 de Nisan, o primeiro dia da Páscoa judaica. Presumivelmente o autor preferia esta data porque ela associa Jesus, o Cordeiro de Deus, com os cordeiros sacrificados no dia pelos judeus.
Em João 13:4–12, há um relato de Jesus lavando os pés dos discípulos antes da refeição. Nele, o apóstolo Pedro faz objeções e não quer permitir que Jesus lave seus pés, mas Jesus responde-lhe: "Se eu não te lavar, não tens parte comigo." Só então Pedro concordou.
Após a saída de Judas Iscariotes do recinto onde se realizava a ceia, Jesus conta aos apóstolos restantes que ele irá permanecer com eles por um curto período de tempo apenas e lhes oferece um novo mandamento:
| “ | «Um novo mandamento vos dou, que vos ameis uns aos outros; assim como eu vos amei, que também vos ameis uns aos outros. Nisto conhecerão todos que sois meus discípulos, se tiverdes amor uns aos outros.» (João 13:34–35) | ” |

 Duas frases muito similares aparecem posteriormente em «Este é o meu mandamento, que vos ameis uns aos outros como eu vos amei.» (João 15:12) e «Isto vos mando, que vos ameis uns aos outros.» (João 15:17), coletivamente conhecidas como Mandamento do Amor.
É também durante a Última Ceia relatada no Evangelho de João que Jesus faz um grande sermão aos discípulos (que vai de João 14 até João 16), conhecido como "Discurso de Adeus", que se parece com um tipo de discurso chamado "testamento", no qual um pai ou líder religioso, geralmente no leito de morte, deixa instruções aos seus filhos ou seguidores. O Discurso de Adeus é geralmente considerado como a fonte da doutrina cristã, principalmente no tema da cristologia. João 17 é geralmente conhecido como "Oração de Adeus" ou "Oração do Alto Clero", uma vez que ela é uma intercessão pela vindoura Igreja. A oração começa com um pedido de Jesus pela sua glorificação pelo Pai dada a finalização de seu trabalho e continua com uma intercessão pelo sucesso das obras dos discípulos e da comunidade de fiéis.

## Data e localização

### Data
No Novo Testamento, a data da Última Ceia é muito próxima da data da crucificação de Jesus (e daí o seu nome). Os estudiosos estimam que a crucificação tenha ocorrido por volta de 30–36 d.C.. O físico Colin Humphreys descarta o ano 36 por razões astronômicas e apresenta outros argumentos para defender que a crucificação teria ocorrido na tarde de 3 de abril de 33, dia 14 de Nisan no calendário oficial judaico daquele ano.
Os evangelhos afirmam que Jesus morreu numa sexta-feira (chamada Sexta-Feira Santa) e que seu corpo permaneceu no túmulo por todo o dia seguinte, que era um sabbath (Marcos 15:42, Marcos 16:1–2). Os evangelhos sinóticos apresentam a Última Ceia como uma ceia pascal e parecem datá-la na noite anterior à crucificação (embora em nenhum deles seja dito de forma inequívoca que esta ceia teria sido realizada na noite anterior à morte de Jesus). Os relatos então dariam a entender que a festa da Páscoa judaica (15 de Nisan) começou no pôr-do-sol do que hoje chamamos de quinta-feira e durou até o mesmo horário na sexta (o calendário judaico dita que as datas começam no pôr-do-sol e não à meia-noite). Com visão oposta, o Evangelho de João apresenta a Páscoa começando na tarde "seguinte" à tarde da morte de Jesus, o que dá a entender que a sexta-feira da crucificação era o dia da preparação da festa (14 de Nisan) e não da festa propriamente dita. Várias tentativas de reconciliar as duas narrativas já foram feitas.
Nos anos 50, Annie Jaubert argumentou que, no ano da morte de Jesus, o calendário lunar oficial datava a Páscoa judaica como começando numa tarde de sexta-feira, um ano de 364 dias também era utilizado, por exemplo pela comunidade de Qumran, e que Jesus celebrou a Páscoa na data praticada neste tipo de calendário, que sempre data o início da festa numa tarde de terça-feira. Mais recentemente, Humphreys, que defende que a entrada triunfal em Jerusalém no "Domingo de Ramos" teria acontecido numa segunda e não num domingo, argumentou que a Última Ceia teria ocorrido na tarde de quarta-feira, 1 de abril de 33. Se a Última Ceia de fato ocorreu numa terça (Jaubert) ou numa quarta (Humphreys), isso certamente daria mais tempo para que os eventos entre ela e a morte de Jesus pudessem ocorrer do que na visão tradicional (Última Ceia na quinta) — os julgamentos pelo Sinédrio, Herodes e Pilatos principalmente.

### Localização
De acordo com uma tradição posterior, a Última Ceia ocorreu num local chamado "Cenáculo" no Monte Sião, fora das muralhas da Cidade Velha de Jerusalém. O nome se baseia na narrativa em Marcos 14:13–15, no qual Jesus instrui dois de seus discípulos a irem até a "cidade" para se encontrar com "um homem trazendo um cântaro de água", que lhes levará até uma casa onde eles encontrarão um "espaçoso cenáculo mobilado e pronto". Ali eles deverão fazer os preparativos para a Pessach.
Nenhuma outra indicação mais específica da localização aparece no Novo Testamento e a "cidade" referida no texto pode ser um subúrbio de Jerusalém, como Betânia, ao invés da cidade em si.
A Igreja Ortodoxa Síria de São Marcos em Jerusalém é outra localização possível para a sala da Última Ceia e contém uma inscrição cristã numa pedra testemunhando, desde muito tempo, a reverência dedicada ao local. Certamente a sala ali é mais antiga que a do atual Cenáculo (que é do século XII, da época das cruzadas) e, como a sala está hoje no subsolo, a altitude relativa está correta (as ruas de Jerusalém no século I estavam num nível pelo menos 3,6 metros abaixo do atual, por isso muitos dos verdadeiros edifícios daquela época teriam mesmo o seu andar superior atualmente abaixo do nível da rua). Ali também está um reverenciado ícone da Virgem Maria, supostamente pintado por São Lucas.
Bargil Pixner alega que a Igreja dos Apóstolos original estaria localizada abaixo da estrutura atual do Cenáculo em Monte Sião.

## Teologia da Última Ceia

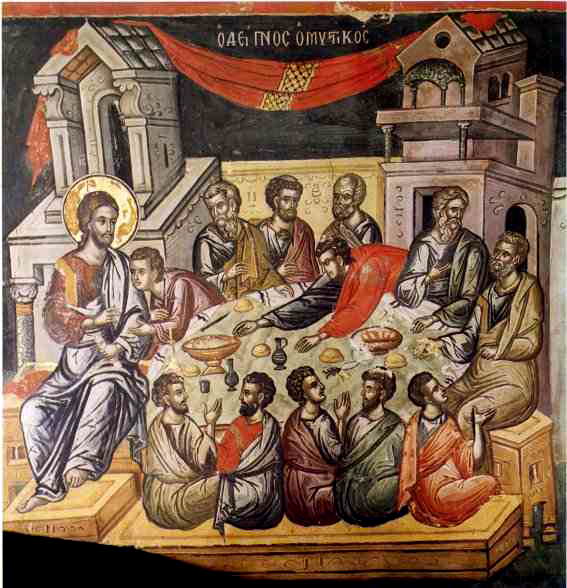
Última Ceia.
Séc. XVI. Ícone de Teófanes, o Cretense.

Tomás de Aquino via o Pai, Cristo e o Espírito Santo como professores e mestres que nos davam lições, muitas vezes pelo exemplo. Para Aquino, a Última Ceia e a Cruz formam o ápice do ensinamento que flui da graça intrínseca ao invés do poder externo visível. Segundo ele, como a Última Ceia ensinava pelo exemplo, mostrando o valor da humildade (como no lava-pés) e autossacrifício ao invés de através da demonstração externa de poderes milagrosos.
Além disso, Aquino afirmava que, baseado em João 15:15 (no Discurso de Adeus), onde Jesus diz: "Já não vos chamo servos... mas tenho-vos chamado amigos", todos os que seguiam o caminho de Cristo, participando no sacramento da Eucaristia, se tornam amigos de Jesus, igual aos que se juntaram a ele na Última Ceia. Ainda segundo ele, na Última Ceia, Jesus fez a promessa de estar presente no sacramento da Eucaristia e de estar com os que dele participam.
Dado que João Calvino acreditava apenas em dois sacramentos, o batismo e a "Ceia do Senhor", sua análise dos relatos evangélicos da Última Ceia formam uma parte significativa de sua teologia. Ele relacionava os relatos nos evangelhos sinóticos sobre o episódio com o "Discurso do Pão da Vida" em João 6:35, onde se lê: "Eu sou o pão da vida; o que vem a mim, de modo algum terá fome; e o que crê em mim, nunca jamais terá sede." Calvino também acreditava que os atos de Jesus na Última Ceia devem ser seguidos como um exemplo, afirmando que, assim como em I Coríntios 11:24 Jesus agradeceu o Pai antes de partir o pão, os que partilha da "Mesa do Senhor" para receber o sacramento da Eucaristia devem agradecer ao "amor sem limites de Deus" e celebrar com alegria e agradecimento.

## Celebrações

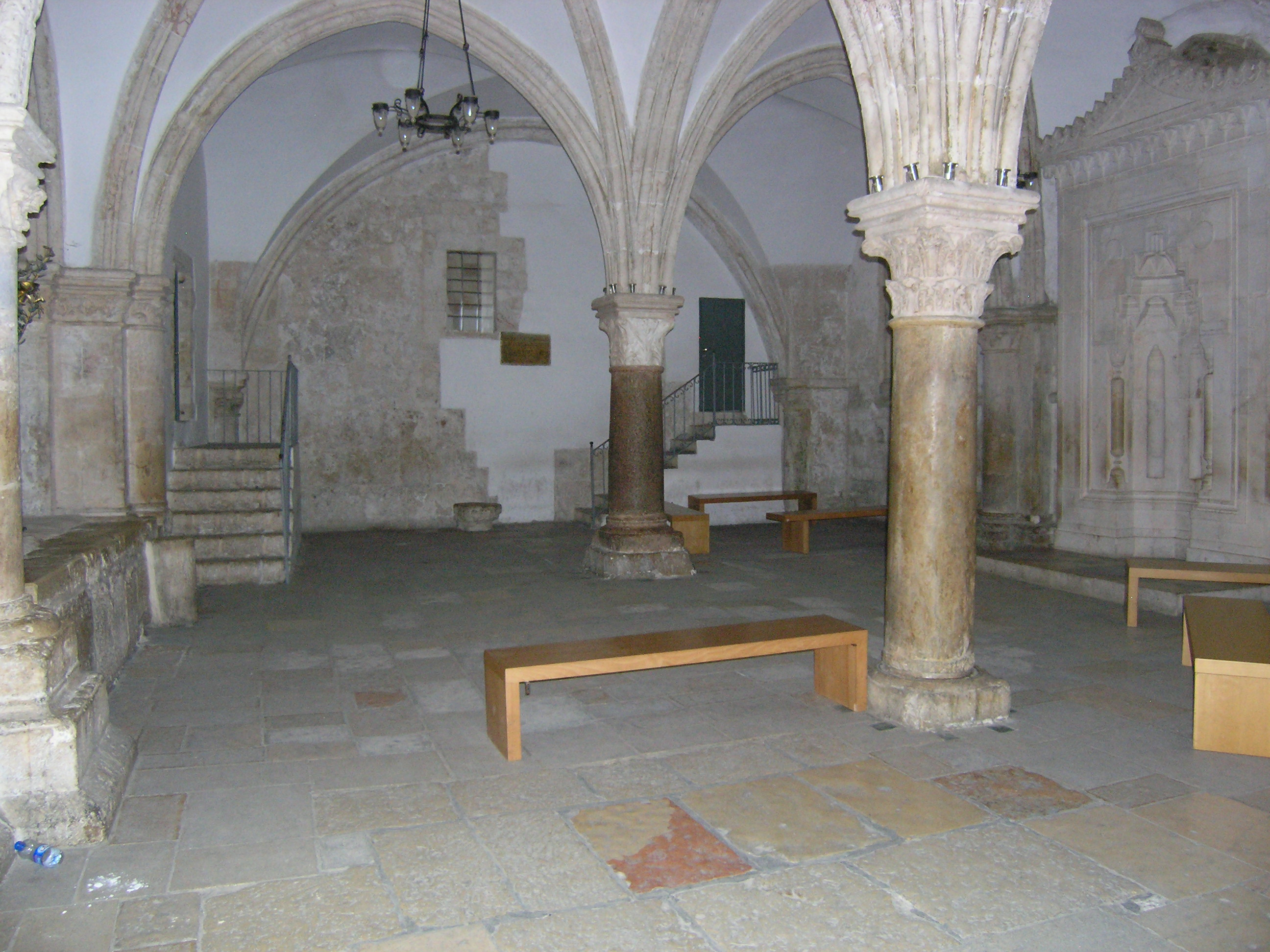
Cenáculo em Jerusalém.

A instituição da Eucaristia na Última Ceia é lembrada pela Igreja Católica como um dos Mistérios Luminosos do Santo Rosário, a primeira estação da Via Crúcis e pela maior parte dos cristãos como a "inauguração de uma "Nova Aliança", mencionada pelo profeta Jeremias e realizada na Última Ceia quando Jesus instituiu a Eucaristia (vide acima).
Durante o cristianismo primitivo, observava-se uma refeição ritual conhecida como "festa do Ágape" ("Festa do Amor"). Estas "festas do amor" continham uma refeição completa, com cada participante trazendo alguma comida e todos comendo juntos num salão comunal. Elas eram realizadas aos domingos, que passou a ser conhecido como "Dia do Senhor", lembrando a ressurreição, a aparição de Jesus aos discípulos de Emaús, para São Tomé e o Pentecostes, todos eventos ocorridos em domingos.

## Possíveis paralelos
Raymond Brown defende que durante o sêder pascoal da Páscoa judaica, o primeiro copo de vinho é bebido antes de comer o pão ázimo, mas na Eucaristia, o vinho é bebido depois do pão. Isto pode indicar que o evento não ocorreu no primeiro dia da Páscoa (15 de Nisan) e, mais em linha com a explicação de João, teria ocorrido em 14 de Nisan, embora a refeição possa ter sido facilmente alterada durante a Última Ceia por motivos religiosos ou simbólicos. Entre as denominações cristãs, Igreja Ortodoxa defende que a refeição eucarística não foi o sêder, mas uma outra refeição. Os presbiterianos também negam especificamente a identificação com o sêder e afirmam que como não existem textos judaicos sobre o sêder anteriores ao século IX, é historicamente implausível tentar uma reconstrução do sêder para criar um paralelo com a Última Ceia e que o relato do evangelho claramente indica que o objetivo da Última Ceia não era a celebração anual do Êxodo.
O quinto capítulo do Corão, Al-Ma'ida ("a mesa") contém uma referência a uma refeição (Sura 5:113) com uma mesa enviada por Deus para Isa (Jesus) e os Hawariyyin (apóstolos). Porém, não há nenhuma indicação na Sura de que esta refeição seria sobre a sua morte iminente. Assim, embora exista uma referência a uma "refeição", não se pode concluir que seja de fato a Última Ceia.

## Historicidade

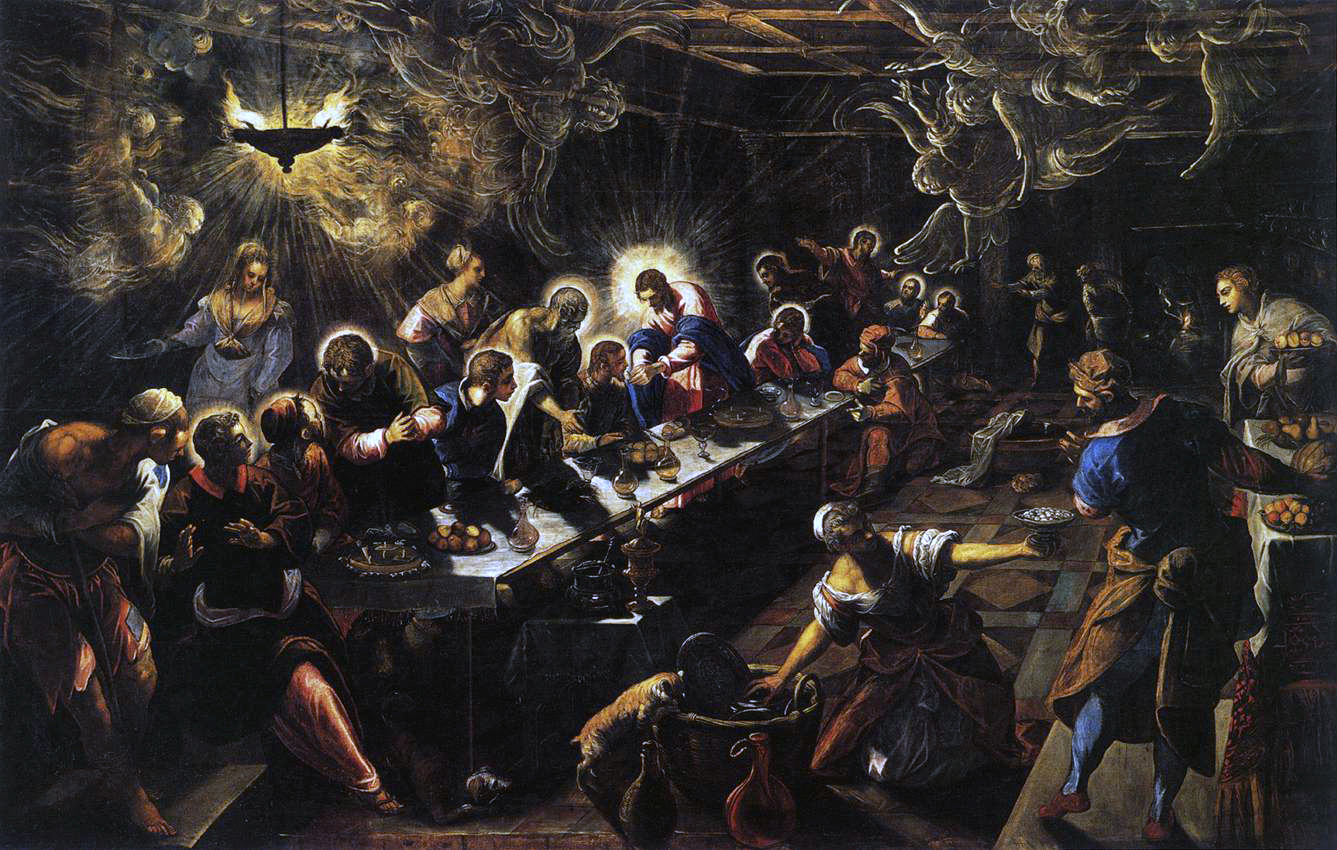
A Última Ceia.
Séc. XVI. Por Tintoretto.

Alguns estudiosos consideram a Última Ceia como derivando não da última refeição de Jesus com os apóstolos, mas da tradição dos gentios de realizar jantares cerimoniais para os mortos. De acordo com este ponto de vista, a Última Ceia seria uma tradição associada principalmente com as igrejas gentias que Paulo fundou e não das mais antigas, baseadas em congregações judaicas.
O Evangelho de Lucas é o único no qual Jesus pede a seus discípulos para que repitam o ritual do pão e do vinho. Bart D. Ehrman afirma, porém, que estas linhas em particular (Lucas 22:19–20) não aparecem nos manuscritos mais antigos e podem não ser originais.
Porém, muitos dos primeiros padres da igreja testemunharam a crença de que, na Última Ceia, Jesus prometeu estar presente no sacramento da Eucaristia, em textos tão antigos quanto o século I d.C.. A doutrina também foi afirmada por diversos concílios durante a história da Igreja.

## Arte
A Última Ceia é um dos temas mais populares da arte cristã. Representações dela remontam ao cristianismo primitivo e podem ser vistas nas catacumbas de Roma. Artistas bizantinos frequentemente focavam nos apóstolos recebendo a comunhão ao invés de figuras reclinadas ceando. Na época do Renascimento, a Última Ceia era um tópico favorito da arte italiana.
Há três grandes temas nas representações artísticas da Última Ceia. O primeiro é dramática e dinâmica cena de Jesus anunciando sua traição. O segundo é o momento da instituição da Eucaristia, geralmente solenes e místicas. O terceiro grande tema é o Discurso de Adeus, no qual Judas Iscariotes já não está mais presente, com obras geralmente melancólicas por conta da iminente despedida de Jesus. Existem outros temas menores, como o lava-pés.
Exemplos bem conhecidos incluem a obra de Leonardo da Vinci, que é considerada a primeira do Alto Renascimento por conta de seu alto nível de harmonia, a obra de Tintoretto, que é diferente por incluir personagens secundários carregando ou levando embora os pratos da mesa e a obra de Salvadore Dali, que combina os típicos temas cristãos com abordagens modernas do surrealismo.